# Reprezentacja Słowacji na Mistrzostwach Europy w Wioślarstwie 2009
Reprezentacja Słowacji na Mistrzostwach Europy w Wioślarstwie 2009 liczyła 3 sportowców. Najlepszymi wynikami było 4. miejsce w jedynce mężczyzn.

## Medale

### Złote medale
Brak

### Srebrne medale
Brak

### Brązowe medale
Brak

## Wyniki

### Konkurencje mężczyzn
- jedynka (M1x): Lukáš Babač – 4. miejsce
- dwójka podwójna (M2x): Žiga Pirih, Matej Rojec – 7. miejsce